# ГЕС Планісьє-Бандеріта
ГЕС Планісьє-Бандеріта (ісп. Planta Hidroeléctrica Planicie Banderita) — гідроелектростанція в центральній Аргентині в провінції Неукен. Використовує ресурс річки Неукен, яка є лівим витоком Ріо-Негро (впадає в Атлантичний океан за 250 км на південь від Баїя-Бланки).
Електростанція є частиною комплексу Серрос-Колорадос (ісп. Complejo hidroeléctrico Cerros Colorados), що включає чотири насипні греблі та три водосховища. Перш за все долину Неукену перекриває гребля Portezuelo Grande, яка має висоту 12 метрів, довжину 3250 метрів та потребувала 500 тис. м3 матеріалу. Вона утримує сховище з доволі значною площею поверхні та невеликим об'ємом — 39 км2 та 10 млн м3 відповідно, а головною задачею греблі є відведення ресурсу до розташованих на правобережжі річки великих водойм.
Перша з них — Лома-де-ла-Лата — досягається через канал довжиною 1,6 км, вхід в який перекриває споруда з водопропускними шлюзами. Рівень води у цьому сховищі, котрий може сягати влітку 421 метра НРМ, а взимку 414 метрів НРМ, підтримується однойменною греблею висотою 16 метрів та довжиною 1500 метрів, на яку пішло 1,5 млн м3 ґрунту. Вона утримує найбільшу водойму комплексу площею поверхні 409 км2 та об'ємом 27,8 млрд м3, яка окрім накопичення ресурсу для ГЕС забезпечує захист від повеней.
Після греблі Лома-де-ла-Лата починається водосховище Марі-Менуко з проектним коливанням рівня поверхні між позначками 410,5 та 413,5 метра НРМ. Від нього в бік річки прямує підвідний канал ГЕС довжиною 2,6 км, який завершується третьою греблею, що має висоту 34 метри, довжину 350 метрів та потребувала 400 тис. м3 матеріалу. Саме ця споруда утримує в Марі-Менуко до 13,8 млрд м3 води, чому відповідає площа поверхні 174 км2.
Зі сховища через два тунелі довжиною по 330 метрів ресурс надходить до машинного залу, обладнаного двома турбінами типу Френсіс потужністю по 229,4 МВт, які при напорі у 69 метрів забезпечують виробництво 1,55 млрд кВт-год електроенергії на рік.
Відпрацьована вода по відвідному каналу довжиною 5 км потрапляє у балансуюче водосховище Ель-Чаньяр, створене другою греблею на Неукені. Вона має висоту 14 метрів, довжину 6285 метрів та потребувала 1,75 млн м3 матеріалу. Утримувана нею водойма має площу поверхні 10 км2, об'єм 34,5 млн м3 та припустиме коливання рівня поверхні між позначками 332 та 34,5 метра НРМ.
Видача продукції відбувається через підстанцію 500 кВ.